# Dragiša Binić
Dragiša Binić (Golubovac, 1961. október 21. –) jugoszláv válogatott szerb labdarúgó.

## Nemzeti válogatott
A jugoszláv válogatottban 3 mérkőzést játszott, melyeken 1 gólt szerzett.

## Statisztika
| Jugoszláv válogatott | Jugoszláv válogatott | Jugoszláv válogatott |
| Időszak              | Mérk.                | gól                  |
| -------------------- | -------------------- | -------------------- |
| 1990                 | 1                    | 0                    |
| 1991                 | 2                    | 1                    |
| Összesen             | 3                    | 1                    |